# Addo (Sudafrica)
Addo è un centro abitato sudafricano situato nella municipalità distrettuale di Sarah Baartman nella provincia del Capo Orientale.
Il toponimo, di origine khoi-khoi, dovrebbe significare "euphorbia", un genere vegetale molto diffuso nella zona.

## Geografia fisica
Il piccolo centro abitato sorge a circa 50 chilometri a nord della città di Port Elizabeth. Nel 1931 circa 680 ettari vennero raggruppati per andare a costituire un parco nazionale, il parco nazionale degli Elefanti di Addo.